# Диттрих, Дороти
Дороти Диттрих (англ. Dorothy Dittrich) — канадский драматург, режиссёр музыкального театра и композитор из Ванкувера, Британская Колумбия, получившая премию генерал-губернатора за англоязычную драму на церемонии вручения наград генерал-губернатора 2022 года за свою пьесу «Учитель фортепиано: ключ к исцелению».
Перед печатной публикацией в 2022 году театральная премьера «Учителя фортепиано» состоялась в Театре Клуба искусств Ванкувера в 2017 году и в том же году получила театральную премию Джесси Ричардсон за выдающийся оригинальный сценарий.
Среди других её пьес — «Когда мы пели», «Диссоциаты» и «Меньшие демоны». Она также выпустила Short Stories, альбом оригинальных фортепианных композиций, продюсером которого выступила Джун Миллингтон.
Она является лесбиянкой и написала «Диссоциаты» во время писательской резидентуры в «Buddies in Bad Times».